# 임규태
임규태(林奎太, 1981년 1월 6일~)는 대한민국의 전직 테니스 선수이다.

## 경력
서울 출신으로 성균관대학교를 졸업했다.
2003년에 대한민국 테니스 국가대표로 발탁되었고 같은 해 8월 대구에서 열린 2003년 하계 유니버시아드에 참가했다. 그는 남자 단식 8강에 진출했으며 8강에서 중화 타이베이의 루옌쉰에게 패하여 탈락했다.
2006년 12월에는 카타르 도하에서 열린 2006년 아시안 게임에 참가했으며 2007년에 이형택과 함께 데이비스컵 복식 월드 그룹 플레이오프에서 슬로바키아의 루카시 라츠코와 미할 메르티냐크를 상대로 승리하면서 21년 만에 월드 그룹 진출을 이뤘다.
2007년 11월 섭취했던 한약에서 에페드린이 검출되어 국제 테니스 연맹에게 도핑 위반으로 간주되어 자격정지 3개월 처분을 받았다.
현역 은퇴 후에는 테니스 해설가로 활동하고 있다.